# Tanaopsis chotkarakde
Tanaopsis chotkarakde is een naaldkreeftjessoort uit de familie van de Tanaopsidae. De wetenschappelijke naam van de soort is voor het eerst geldig gepubliceerd in 2000 door Bird & Bamber.